# Seigneurie de Cloridan
La seigneurie de Cloridan était une  seigneurie dans la région de la baie des Chaleurs au Québec au Canada. Elle a été concédée pour la première fois en 1707 à Charles Morin.

## Histoire
Le 2 mai 1707, la seigneurie de Cloridan est concédée par le gouverneur Vaudreuil et l'intendant Raudot à Charles Morin. Elle couvre une superficie de 2 lieues de front sur 2 lieues de profondeur dans la région de la baie des Chaleurs.